# Hollywood Raw
Hollywood Raw: The Original Sessions és un àlbum de L.A. Guns amb gravacions sense publicat des del 1987. Algunes de les cançons regravades surten en l'àlbum de L.A. Guns, anomenat L.A. Guns.
Collector's Edition No. 1 va ser rellançat com a CD Extra juntament amb aquest àlbum.

## Cançons
1. "Soho"
2. "Nothing to Loose"
3. "Bitch Is Back"
4. "Down In the City"
5. "Electric Gypsy"
6. "Instrumental"
7. "Guilty"
8. "Hollywood Tease"
9. "Sex Action"
10. "Midnight Alibi"
11. "One More Reason"
12. "One Way Ticket"
13. "Shoot For Thrills"
14. "Winter's Fool"
15. "Alice In the Wasteland"